# Phenacoccus karaberdi
Phenacoccus karaberdi är en insektsart som beskrevs av Borchsenius och Ter-grigorian 1956. Phenacoccus karaberdi ingår i släktet Phenacoccus och familjen ullsköldlöss.
Artens utbredningsområde är Armenien. Inga underarter finns listade i Catalogue of Life.